# Тукошћак
43° 57′ 46″ N 15° 10′ 11″ E / 43.96278° С; 15.16972° И
Токушћак је ненасељено острвце у хрватском дијелу Јадранског мора. Налази се у Корнатском архипелагу удаљен око 2,8 km сјеверно од насеља Сали на Дугом отоку. Његова површина износи 0,40 km², док дужина обалске линије износи 0,76 km. Највиши врх је висок 29 m. Грађен је од кречњака и доломита кредне старости. Административно припада општини Сали у Задарској жупанији.